# 打撃王 (映画)
『打撃王』（原題：The Pride of the Yankees）は、1942年にアメリカ合衆国で製作された野球映画。監督はサム・ウッド。メジャーリーグベースボール（MLB）球団ニューヨーク・ヤンキースに所属した一塁手、ルー・ゲーリッグの一生を描いた伝記映画である。第15回アカデミー賞には11部門にノミネートされ、このうちアカデミー編集賞を受賞した。
ゲイリー・クーパーが謙虚で誠実なルー・ゲーリッグ役、テレサ・ライトが良妻賢母のエレノア夫人役、ウォルター・ブレナンがゲーリッグの素質を高く評価するスポーツ記者（サム・ブレイク）役、ダン・デュリエがゲーリッグを酷評するスポーツ記者（ハンク・ハンネマン）役を演じた。また、ヤンキースで一緒にプレーしたゲーリッグのかつてのチームメイトの4人（ベーブ・ルース、ビル・ディッキー、ボブ・ミューゼル、マーク・コーニグ）とスポーツ解説者のビル・スターンも出演しており、本人が自分自身の役を演じている。

## 概要
当時のアメリカ合衆国の一般大衆から愛された国民的英雄であり、映画が公開されるわずか1年前に37歳の若さで死亡した「ヤンキースの誇り」ルー・ゲーリッグの生涯が劇的に描かれている。筋萎縮性側索硬化症（ALS）は映画の公開後に「ルー・ゲーリッグ病」として一般大衆により広く知られるようになった。映画で最も有名なシーンはゲーリッグが1939年にヤンキー・スタジアムで行ったお別れのスピーチの再現である。その中の「Today, I consider myself the luckiest man on the face of the Earth.」（「今日、私は、自分をこの世で最も幸せな男だと思っています」）という有名なセリフは2005年にアメリカン・フィルム・インスティチュート（AFI）が「AFIアメリカ映画100年シリーズ」の一環として選出した『アメリカ映画の名セリフベスト100』でも38位にランク入りした。
幅広い層の映画ファンの支持を獲得することを狙いとして、コメディやドラマだけでなく、ミュージカル・ナンバーの要素も取り入れられた。その中でも女性の観客の獲得に主眼が置かれたためにプロ野球選手を題材にした映画ながら試合中の描写は少なく、ゲーリッグと彼の母親の繋がり、さらには彼の生涯の伴侶となるエレノア・トゥイッチェルとのロマンスが強調された。結果的には映画評論家と一般大衆の両方に概ね好評を博し、サミュエル・ゴールドウィンがそれまでに手掛けた映画作品の中でも最高の収益を記録することになった。
エレノア夫人を演じるテレサ・ライトはゲーリッグが夫人に実際にプレゼントしたブレスレットを映画の中で身につけた。ゲーリッグ夫妻両者のお気に入りであったアーヴィング・バーリン作曲の愛の歌『オールウェイズ』も繰り返し流れ、映画の重要な構成要素となっている。夫人はサミュエル・ゴールドウィンに30,000ドルで映画化の権利を売却したが、ゲーリッグの独特の癖をよく研究しているとしてゲイリー・クーパーの演技力の高さを絶賛している。

## ストーリー

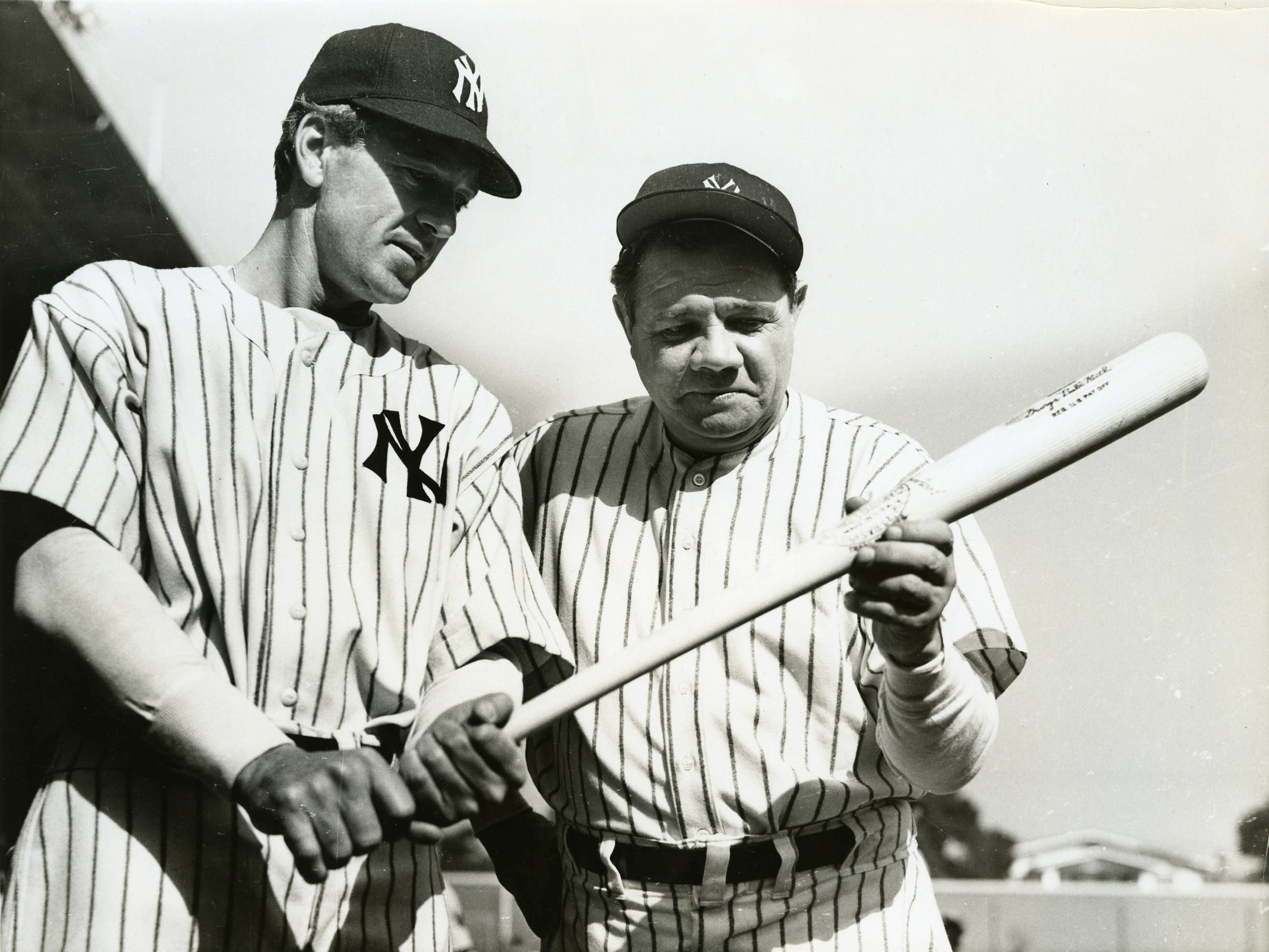
ゲイリー・クーパーとベーブ・ルースのツーショット

ルー・ゲーリッグは懸命に勉学に励んで息子にエンジニアになってほしいと願う古風な考えの母クリスティーナを持つアメリカ合衆国のコロンビア大学に通う学生である。若者は優れた野球の才能の持ち主でもあった。スポーツ記者のサム・ブレイクはゲーリッグの才能を見出し、メジャーリーグベースボール（MLB）球団ニューヨーク・ヤンキースに紹介しようとする。直前に、ゲーリッグは所属する大学の友愛会のメンバーからダンスパーティーで知り合った女性、マイラ・ティンズリーと交わした会話のやり取りについて冷やかされ、感情を爆発させていた。冷静さを失っていた彼はブレイクにかつがれているだけと勘違いして一度は断るが、ブレイクの言葉に偽りはなかった。病気になった母の入院費を支払うためにヤンキースと契約してしまう。父ヘンリーの助力を得て、人生の進路を変更したことを母に隠そうと必死に努力する。
ゲーリッグはヤンキース傘下マイナーリーグ（MiLB）球団ハートフォードで活躍を重ね、ついにヤンキースに昇格した。母は息子がプロ野球選手になったことを知って最初は口も利かなくなるほど不機嫌になったが、すぐに心変わりして熱心な野球ファンになっている。
デビューした1923年6月15日のコミスキー・パークでの対シカゴ・ホワイトソックス戦、体調不良のウォーリー・ピップの代役を任された試合では、ゲーリッグは打席に向かう途中にグラウンドに置かれていたバットにつまづいて倒れてしまう。その様子を観客席から見ていたシカゴ在住の大富豪（フランク・トゥイッチェル）の娘、エレノア・トゥイッチェルは笑いながら彼をからかい、他の観客の野次を誘った。その夜にレストランにいたゲーリッグは店内に入ってきてそばの床で滑って転倒するエレノアの姿を目撃し、仕返しとばかりに彼女をからかう。エレノアは「おあいこね」と返し、二人は会話に花を咲かせる。次第に親密な関係となり、数ヵ月後にゲーリッグは愛を告白した。
憧れの存在であったベーブ・ルースに最初はぞんざいに扱われたが、優秀な成績を残し続けることでチームに溶け込んでいく。列車での移動中にルースが大切にしている新品の帽子を噛み切って破るというチームメイトのいたずらの企みにも渋々ながら参加している。同乗してその様子を見ていたスポーツ記者のハンク・ハンネマンは「起きて歯を磨き、球場に行き、ボールを打ち、ホテルへ帰り、コミックを読んで寝るだけ」の退屈な人生を送るゲーリッグではヒーローになれないとこき下ろすが、これに対してブレイクはグラウンドの中のプレーのみで多くの人々を魅了する「真のヒーロー」になれると反論する。
ヤンキースの中心選手として活躍するゲーリッグはセントルイス・カージナルスとの1928年のワールドシリーズの試合当日、ベーブ・ルースが病院で闘病中の少年ビリーに本塁打を放つ約束をする現場に居合わせる。ルースが退席した後、少年にサインを求められたゲーリッグは彼に努力すれば不可能なことはないと伝える。少年はゲーリッグに試合で2本の本塁打を放つことを求め、ゲーリッグも少年に自分の足で歩いて家まで帰れるようになるまで頑張ることを約束させた。そして、ルースとゲーリッグ両者ともに少年との約束を果たし、二人の猛打によって勢い付いたチームはワールドシリーズを制覇した。その祝勝会の最中にエレノアからの祝電を受け取ったゲーリッグはシカゴに直行して彼女と婚約し、ニューヨークに戻って家族の歓迎を受ける。エレノアとクリスティーナはまるで意見が合わなかったが、ゲーリッグがエレノアを立てることでこの危機を乗り切り、二人は結婚生活を開始した。
ゲーリッグは連続試合出場記録を更新して「アイアン・ホース」と呼ばれ、アスリートの枠を超えて絶大に支持されるアメリカの国民的英雄となった。しかし、彼は2000試合連続出場を果たした頃から体の異変に気付き始める。体が思うように動かない中で練習を続けたが、結果を出せないために一部のファンやあるチームメイトからの非難も受けることになった。ゲーリッグの復活を願うファンも少なくなく、ゲーリッグを侮辱したあるヤンキースの選手を殴り倒したビル・ディッキーのように、彼をかばい続けるチームメイトもいた。1939年5月2日、限界を悟ったゲーリッグはチームのために交代を申し出て、2130試合で連続試合出場記録に自ら終止符を打った。
体調はその後も回復せず、「三振です」と医師から宣告されたゲーリッグは「審判の判定は決して覆せない」と絶望して現役引退を決意し、死も覚悟した。ゲーリッグはエレノアには診断結果を伝えずに彼女の前では気丈に振舞ったものの、夫が難病（筋萎縮性側索硬化症）だと悟ったエレノアは問い詰められて隠し切れないブレイクの胸で泣き崩れた。
1939年7月4日の引退式当日、エレノアはゲーリックが蝶ネクタイを結べないほど病状が進んでいるのをドアから覗いて涙ぐみつつも、冗談を言って笑わせながら登場して蝶ネクタイをさりげなく結んだが、言葉を交わしているうちに我慢し切れず泣き出してしまった。ヤンキー・スタジアムの入り口に向かうゲーリッグに成長したビリーが声を掛けた。ビリーはゲーリッグの活躍に勇気付けられて病気が回復したことを伝え、ゲーリッグとの約束を守って完全に歩けるようになった姿も見せた。エレノアは夫を通用口で見送った後に静かに泣き、続いてファンの前に姿を見せたゲーリッグが「今日、私は、自分をこの世で最も幸せな男だと思っています」で知られる有名なお別れのスピーチを行った。

## キャスト
役名と、その右に役を演じた俳優、括弧内は日本語吹替声優を記載する。
- ルー・ゲーリッグ - ゲイリー・クーパー（中村正）
- エレノア・トゥイッチェル・ゲーリッグ - テレサ・ライト（渋沢詩子）
- ベーブ・ルース - 本人
- サム・ブレイク - ウォルター・ブレナン：スポーツ記者。
- ハンク・ハンネマン - ダン・デュリエ：スポーツ記者。
- クリスティーナ・ゲーリッグ - エルザ・ジャンセン（フランス語版）（堀越節子）：ルーの母。
- ヘンリー・ゲーリッグ - ルドウィッグ・ストッセル（英語版）（勝田久）：ルーの父。
- マイラ・ティンズリー - バージニア・ギルモア
- ビル・ディッキー - 本人
- ミラー・ハギンス - アーニー・アダムズ（英語版）
- フランク・トゥイッチェル - ピエール・ワトキン
- ジョー・マッカーシー - ハリー・ハーヴェイ・シニア（英語版）
- ボブ・ミューゼル - 本人
- マーク・コーニグ（英語版） - 本人
- ビル・スターン（英語版） - 本人
- 少年時代のルー・ゲーリッグ - ダグラス・クロフト（英語版）
- 日本語版語り手：山内雅人

## 公開
ルー・ゲーリッグは1941年6月2日に死亡した。映画が公開されたのは死の翌年の1942年7月14日である。ニューヨークのアスター劇場を皮切りに、一晩の間に付近の40の映画館で上映された。サミュエル・ゴールドウィンの要望により、ウォルト・ディズニー・アニメーション・スタジオズが製作したディズニーの短編映画『How to Play Baseball』（邦題：『グーフィーの野球教室』）に先行して公開された。

### テレビ放送
日本では、1972年1月1日と1973年2月25日にNHKにて日本語版で放送された。その後はBSやCSにて放送されることがある。

## 評価

### 論評

日本の日比谷映画劇場版パンフレット（1949年）より

- バラエティ誌スタッフ（1941年12月31日）：「野球ファンであるか否かに関わらず、野球界の高みに上り詰めてその後に悲惨な最期を遂げたニューヨークの若者のこの感傷的でロマンチックな英雄伝は一見の価値がある。」[18]
- ニューヨーク・タイムズ紙の映画評論家、ボズレー・クラウザー（1942年7月16日）：「2時間以上の長さの映画の4分の3を優に超える部分が（ゲーリッグの母親に対する愛や夫人とのふざけ合いのような）和やかな詳述に充てられているために単調気味になっている。その詳述自体が何度も繰り返されていることで、それ以上の追い打ちをかけている。」[17]
- ザ・ニュー・リバブリック（英語版）誌の映画評論家、マニー・ファーバー（1942年7月27日）：「映画は結果的に、その最初の3分の2を浪費している。結末は絶対に見逃せないし、思い切り号泣することだろう。」[19]
- タイム誌スタッフ（1942年8月3日）：「『ヤンキースの誇り』で野球のプレーを多く観たいと願う野球ファンはガッカリするだろう。･･･『ヤンキースの誇り』の醍醐味はグレードAのラブストーリーである。」[20]

### 映画賞の受賞・ノミネート
映画の映像編集を担当したダニエル・マンデルはアカデミー編集賞を受賞した。これ以外にも映画は第15回アカデミー賞の10部門にノミネートされた。
| 選考年 | 映画賞             | 部門               | 候補者                                                                         | 結果       |
| ------ | ------------------ | ------------------ | ------------------------------------------------------------------------------ | ---------- |
| 1943年 | 第15回アカデミー賞 | 作品賞             |                                                                                | ノミネート |
| 1943年 | 第15回アカデミー賞 | 主演男優賞         | ゲイリー・クーパー                                                             | ノミネート |
| 1943年 | 第15回アカデミー賞 | 主演女優賞         | テレサ・ライト                                                                 | ノミネート |
| 1943年 | 第15回アカデミー賞 | 脚色賞             | ジョー・スワーリング、ハーマン・マンキウィッツ                                 | ノミネート |
| 1943年 | 第15回アカデミー賞 | 原案賞             | ポール・ギャリコ                                                               | ノミネート |
| 1943年 | 第15回アカデミー賞 | 撮影賞（白黒）     | ルドルフ・マテ                                                                 | ノミネート |
| 1943年 | 第15回アカデミー賞 | 喜劇映画音楽賞     | リー・ハーライン                                                               | ノミネート |
| 1943年 | 第15回アカデミー賞 | 室内装置賞（白黒） | ペリー・ファーガソン、ハワード・ブリストル                                     | ノミネート |
| 1943年 | 第15回アカデミー賞 | 特殊効果賞         | ジャック・コスグローヴ、レイ・ビンガー（撮影） トーマス・T・モールトン（音響） | ノミネート |
| 1943年 | 第15回アカデミー賞 | 編集賞             | ダニエル・マンデル                                                             | 受賞       |
| 1943年 | 第15回アカデミー賞 | 録音賞             | トーマス・T・モールトン                                                        | ノミネート |

### ランキング入り
「AFIアメリカ映画100年シリーズ」の『アメリカ映画スポーツ部門トップ10』では『レイジング・ブル』と『ロッキー』に次いで3位に輝いた（『フィールド・オブ・ドリームス』は『アメリカ映画ファンタジー部門トップ10』の方で6位入りしている）。
| 選考年 | 媒体・団体       | 部門                             | 対象 | 順位 |
| ------ | ---------------- | -------------------------------- | --- | ---- |
| 2003年 | アメリカ映画協会 | アメリカ映画のヒーローベスト50   | ルー・ゲーリッグ（ゲイリー・クーパー）                                                                                                 | 25位 |
| 2005年 | アメリカ映画協会 | アメリカ映画の名セリフベスト100  | 「Today, I consider myself the luckiest man on the face of the Earth.」 （「今日、私は、自分をこの世で最も幸せな男だと思っています」） | 38位 |
| 2006年 | アメリカ映画協会 | 感動のアメリカ映画ベスト100      | 『The Pride of the Yankees』（『打撃王』）                                                                                             | 22位 |
| 2008年 | アメリカ映画協会 | アメリカ映画スポーツ部門トップ10 | 『The Pride of the Yankees』（『打撃王』）                                                                                             | 3位  |

## 不正確な描写
ビリー少年のためにワールドシリーズで本塁打を放つ話、連続試合出場の終焉が場内アナウンスを介して発表される場面、改変されたお別れのスピーチの内容のように脚色されている部分もあるが、映画はルー・ゲーリッグの生涯について比較的忠実に再現している。ゲーリッグと彼の両親の強い繋がりを物語る数々のエピソード（母に対する強い献身的な愛、コロンビア大学で料理人として働く母、ゲーリッグにエンジニアになってほしいと願う母、ゲーリッグが大学を中退してヤンキースと契約する原因になった母の病気も含めて）は実話に基づいている。また、映画と同様にゲーリッグは改装を施した二人の新居のアパートで1933年に労働者達の祝福を受けて結婚式を挙げた後、試合に出場するために速やかにその場から立ち去り、ポリスカーに護衛されてヤンキー・スタジアムに直行している。
映画ではゲーリッグが滑らかな放物線を描いてコロンビア大学の運動部の建物内に、窓ガラスを割って飛び込む本塁打をかっ飛ばしているが、実際にはその建物は野球場から遠く離れており、キャンパスの北端に位置している。有名な話として語り継がれているが、これはおそらく作り話ではないかと言われている。
映画の重要な場面の一つとして、医師が事務的に病気の経過に関する暗い見通しから悲劇的な診断をゲーリッグに通知している。実際にはメイヨー・クリニックの医師はエレノアの希望に応じて、ゲーリッグに病状や経過に関する見通しについて期待を持たせるように楽観的に通知している。「今のまま暮らせる可能性は半々で、10年から15年もすれば松葉杖の生活かもしれない」というものだった。特に難病の患者に対して悪い知らせを意図的に隠蔽しようとするのは、当時としては比較的一般的な方法であった。
ヤンキー・スタジアムを描写していると見られる場面は、実際には多くの野球映画の撮影場所として有名な、ロサンゼルスに位置するリグレー・フィールド（シカゴに位置する同名の球場とは別）で撮影されたものであった。

## 巧妙な仕掛け
映画の序盤でゲーリッグ少年が放った打球がお店のガラスを割ってしまうシーンがあるが、よく観てみると相手投手はボールを投げておらず、少年はバットを振るだけで、打球が画面左下から突然、ものすごい勢いで放たれるという仕掛けがされていることがわかる。
ゲイリー・クーパーは本作品の出演が決まるまでバットを触ったことがなければ、ゲーリッグのような左利きではなくて右利きだった。小さいころから乗馬をたしなみ、狩猟、フライ・フィッシング、スキーを生涯を通じての趣味とし、大学時代には美術を専攻してスポーツとはおよそ無縁の生活を送った。クーパーは映画の撮影に入る前に、当時頭角を現してきていたテッド・ウィリアムズに連絡を入れて彼から左打者としての感覚を教えてもらい、バッティング技術顧問のレフティ・オドールの下で選手並みの猛特訓を受けた。ところが、そのオドールにも「ボールを投げるのも、おばあさんが熱いビスケットを投げるよう」なクーパーにバッティングを教えるのは無理なことだとわかった。複数の情報源は彼が説得力のある左打者のスイングを習得できなかったため、ダニエル・マンデルのアイディアで左右逆のユニフォームを着用して右で打ち、三塁へ走ったと伝えている。審判員の服、他の選手のユニフォーム、球場の看板文字も含めてすべて逆さにして撮影したという。そうして撮影したフィルムを裏返して焼き付ければ、右打者を左打者に見せることができる。アメリカ野球殿堂博物館学芸員のトム・シーバー（同名の殿堂入り選手とは別人）はこの定説に関して詳しく調べた結果、クーパーは実際に左利きのスイングで練習しており、左右逆のヤンキースのユニフォームを着用しておらず、三塁へも走っていないとの見解を示している。ただし、左投げからの送球に関しては困難であったために、ベーブ・ハーマンがクーパーの代役を務めた。

## ゲーリッグのお別れのスピーチ
1939年7月4日にヤンキー・スタジアムでゲーリッグが行ったお別れのスピーチの肉声を最初から最後まですべて記録している映画は残存していない。残存しているニュース映画の映像は彼の最初と最後の一部の発言を取り入れているものだけしかない。映画のスピーチの内容は実際のスピーチの内容とは異なっているが、本質的な部分は変更されなかった。実際のお別れのスピーチは「野球界のゲティスバーグ演説」とまで言われ、高い評価を得ている。野球に無知であり、当初は野球映画の製作に消極的だったサミュエル・ゴールドウィンもこのお別れのスピーチのニュース映画を観て感激して涙を流し、映画化の提案を承諾した。

### 実際のスピーチ
| 「 | ファンの皆様、ここ2週間に私が経験した不運についてのニュースをご存知でしょう。しかし、今日、私は、自分をこの世で最も幸せな男だと思っています。私は選手として球場へ17年間通い続けてきましたが、いつもファンの皆様からご親切と激励をいただきました(Fans, for the past two weeks you have been reading about a bad break. Yet today I consider myself the luckiest man on the face of the Earth. I have been in ballparks for seventeen years and have never received anything but kindness and encouragement from you fans)。･･･こちらにいらっしゃる偉大な方々をご覧下さい。例え一日でもこのような方々とともに同じ場所にいられることは最高の栄誉ではないでしょうか? 私は間違いなく幸せ者です。ジェイコブ・ルパートと知り合えて名誉だと思わずにいられない人がいるでしょうか? 最上の野球帝国を築き上げたエド・バローと知り合えたことを名誉だと思えない人は? 6年間過ごしてきた素晴らしい小さな仲間でもあるミラー・ハギンスと知り合えたことは? その後の9年間を、卓越した指導者であり、人の心理を読むことに長けた、知る限りもっとも素晴らしい監督のジョー・マッカーシーと知り合えたことを名誉と思わない人は? そんな人はいないでしょう。私は間違いなく幸せ者なのです(Look at these grand men. Which of you wouldn't consider it the highlight of his career just to associate with them for even one day? Sure, I'm lucky. Who wouldn't consider it an honor to have known Jacob Ruppert? Also, the builder of baseball's greatest empire, Ed Barrow? To have spent six years with that wonderful little fellow, Miller Huggins? Then to have spent the next nine years with that outstanding leader, that smart student of psychology, the best manager in baseball today, Joe McCarthy? Sure, I'm lucky)。･･･ニューヨーク・ジャイアンツという、常に闘争心を駆り立ててくれたチームの選手から贈り物をいただき、グラウンド整備の担当者やホットドッグ売りの少年たちからも記念のトロフィーを貰えるなどということも素晴らしいという以外にありません。妻との口喧嘩の際に自分の娘よりも私に味方してくれた素敵な義母、さらに両親が懸命に働いてくれたおかげで私が教育を受けられ、そして立派に育つことが出来ました。私は神の祝福を受けたのです。比類のない強さを持ち、考えていた以上に勇気のある女性を妻に出来たことほど嬉しいことはありません(When the New York Giants, a team you would give your right arm to beat, and vice versa, sends you a gift - that's something. When everybody down to the groundskeepers and those boys in white coats remember you with trophies — that's something. When you have a wonderful mother-in-law who takes sides with you in squabbles with her own daughter — that's something. When you have a father and a mother who work all their lives so you can have an education and build your body — it's a blessing. When you have a wife who has been a tower of strength and shown more courage than you dreamed existed - that's the finest I know)。･･･つまりは、私を不運だとおっしゃる方もいるかもしれませんが、数え切れないほど多くの人々からの愛情を受けている私の人生は本当に幸せなものなのです(So I close in saying that I might have been given a bad break, but I've got an awful lot to live for)･･･ありがとう(Thank you)。 | 」 |

### 映画のスピーチ
| 「 | 私は16年間、球場へ通い続けてきましたが、その間にファンの皆様からご親切と激励をいただきました。私の左にいる、1927年の優勝チームである「殺人打線」の方々、彼らのような素晴らしいベテラン選手たちと一緒にプレー出来たことをとても名誉に思っています。さらに名誉なことは、私の右にいる現在のヤンキース「ブロンクスの爆撃隊」の方々、彼らとも一緒にプレー出来たことです(I have been walking onto ball fields for sixteen years, and I've never received anything but kindness and encouragement from you fans. I have had the great honor to have played with these great veteran ballplayers on my left - Murderers' Row, our championship team of 1927. I have had the further honor of living with and playing with these men on my right - the Bronx Bombers, the Yankees of today)。･･･ネット裏の記者席にいる方々、私の友人のスポーツ記者の方々のおかげで、名声と身に余る賛辞をいただくことが出来ました。私はミラー・ハギンスとジョー・マッカーシーという野球始まって以来の2人の素晴らしい監督の下で野球が出来ました(I have a mother and father who fought to give me health and a solid background in my youth. I have a wife, a companion for life, who has shown me more courage than I ever knew)。･･･私には、青年時代に私に健康と生活の安定を与えるために奮闘してくれた母と父がいます。また私には、生涯の伴侶であり、私がかって知らなかったほどの勇気を示してくれた妻がいます(I have a mother and father who fought to give me health and a solid background in my youth. I have a wife, a companion for life, who has shown me more courage than I ever knew)。･･･私を不運だとおっしゃる方もいます。しかし、今日、私は、自分をこの世で最も幸せな男だと思っています(People all say that I've had a bad break. But today ... today, I consider myself the luckiest man on the face of the Earth)。 | 」 |

## 翻案
本作品の内容を翻案した2本のラジオドラマが放送されている。まず、1943年10月4日に『ラックス・ラジオ・シアター』でクーパーがゲーリッグの役を再演する形でヴァージニア・ブルースと共演した。クーパーはその6年後の1949年9月30日に『スクリーン・ディレクターズ・プレイハウス』でルリーン・タトルと共演した。

## 他作品における描写
1949年製作の日本映画『晩春』で原節子演じる女性（紀子）がある女性からお見合いを勧められ、その相手の男性は野球映画のアメリカ人に似ていると言われ、彼女がゲイリー・クーパーだと答えるシーンがある。
1993年製作の映画『めぐり逢えたら』ではメグ・ライアン演じる女性（アニー）が婚約者の男性（ウォルター）を家族に紹介するシーンがある。婚約者はこの時に女性の家族の前で「今日、私は、自分をこの世で最も幸せな男だと思っています」という名言を吐き、婚約者の言葉を聞いた女性と家族が「わぁ、『ヤンキースの誇り』（打撃王）のゲーリッグのセリフだ」と喜んで言い合うのだが、向井万起男はこのやりとりを自著の中で取り上げて「映画のセリフのために名言を残したわけではない」とツッコミを入れている。
比較的最近では2014年製作の映画『ミリオンダラー・アーム』でジョン・ハム演じる主人公（JB）がソファーで恋人の女性と一緒に本作品のラストシーンを観て涙するシーンがある。